# Esperança Martí i Salís
Esperança Martí i Salís (Barcelona, 13 de gener de 1935 - 17 de febrer de 2022) fou una dirigent de l'àmbit sanitari català, que va exercir de patrona vitalícia del Patronat de la Fundació Puigvert i va ocupar la presidenta de la Unió Catalana d'Hospitals. Col·laborà en la consolidació del model sanitari català. L'any 2000 rebé la Creu de Sant Jordi.

## Biografia
Esperança Martí i Salís va néixer en el si d'una família que regentava un establiment que era bar, fonda i botiga de queviures, a l'antic barri del Poblenou. Va fer els estudis de primària al Col·legi Barcino, situat al carrer de la Marina. Més tard, va estudiar a l'Acadèmia de Catalunya, al carrer Gran del Clot, on cursà primer els estudis de secundària i, després, el peritatge mercantil. Posteriorment, a l'Escola d'Alts Estudis Mercantils, va estudiar el professorat mercantil. Anys més tard, aparegué la normativa legal que ho feia possible, i va efectuar les proves necessàries i va presentar la tesina per obtenir la titulació en Ciències Empresarials. L'octubre de 1952 va començar a treballar a la secretaria de la Clínica Puigvert, situada a la cruïlla del passeig de Sant Joan amb el carrer de Provença. Els primers anys compaginava aquesta feina –a la qual només dedicava els matins– amb els seus estudis. Al 1956, el Doctor Antoni Puigvert i Gorro li va encarregar la reorganització administrativa i funcional de l'Institut d'Urologia que, des del 1952, dirigia a l'Hospital de la Santa Creu i Sant Pau. En els anys següents l'Institut va anar creixent, en activitat, en mitjans i en prestigi, i es va anar transformant en el nucli que, uns anys després, donaria cos a la Fundació Puigvert
Però Martí no va passar directament de la Clínica a la Fundació. Abans, va agafar un llarg any sabàtic que va aprofitar per recórrer en cotxe quasi 70.000 km per Amèrica Central i del Sud. A Caracas, on vivia a casa d'uns amics del seu pare, mentre preparava l'esmentat viatge, va fer de manera transitòria de correctora de textos. Esperança Martí, activa i amb un afany de millora constant, va cursar un Màster en Administració i Direcció d‘Empreses a ESADE i, més endavant, el primer Màster en Administració i Direcció Hospitalària de l'Escuela de Gerencia Hospitalaria de Madrid. Més tard també seguí, a la Universitat Politècnica de Barcelona, un curs sobre Informàtica hospitalària.

### El primer gran repte: la constitució de la Fundació Puigvert
Quan a finals de 1961, Martí va tornar a Barcelona, el doctor Puigvert l'esperava amb un gran projecte: havia constituït la Fundació Puigvert, que fou classificada com a mixta benèfico-docent de caràcter particular, el 20 de juliol de 1961. Per materialitzar la seva idea, el Dr. Puigvert va demanar a l'Esperança Martí que l'ajudés. Un dels primers encàrrecs complexos assumits per l'Esperança Martí, en aquella època, fou la definició del Pla Director de la Fundació, que hauria de servir de base per a l'elaboració del projecte arquitectònic dels pavellons que calia edificar per tal de donar cos i forma a la Fundació. Esperança Martí va estructurar un model organitzatiu per a la Fundació que englobava dos àmbits d'actuació: el públic, per prestar assistència als pacients amb pocs recursos, atès que el Sistema de Previsió Social no estava encara creat, i el privat, amb pacients que hi accedien per rebre assistència particular. La idea era utilitzar uns serveis centrals comuns amb una potent plataforma tecnològica i un cos facultatiu únic i multidisciplinari, per tal de poder oferir una assistència de qualitat, a persones de qualsevol nivell econòmic i social. Aquest model ha estat, durant molts anys, diferent dels que existien a l'època. Al 1982 va ser nomenada Directora General de la Fundació Puigvert; al 2004 es convertí en la Presidenta del Patronat de la Fundació i posteriorment, al 2019, passà a ser Presidenta Honorífica.

### Una visió pionera i avançada al seu temps
Esperança Martí va  tenir sempre una visió avançada de la gestió i l'organització hospitalària.
• Reconeixement del Servei de Nefrologia. El 1964, la Secció de Nefrologia que dirigia el doctor Gerardo del Río, disposà per primera vegada d'una dotació de ronyons artificials. Fou llavors que se li conferí la consideració de Servei, funcionalment i jeràrquicament autònom del Servei d'Urologia. Aquest reconeixement de personalitat pròpia a un Servei de Nefrologia fou el primer que es produïa a Espanya.
• Desenvolupament organitzatiu de l'Institut d'Urologia. Del 1964 al 1966, l'Esperança Martí en modificà l'organització, reformant l'organigrama i implantant una sèrie de circuits administratius, normatives de funcionament i d'instruments de gestió com els registres per al control de l'activitat assistencial realitzada, per a les sortides i retorn dels documents clínics de l'Arxiu i per als consums de material; els circuits per a la compra centralitzada de fàrmacs, materials i productes; la normativa d'entrades i sortides dels magatzems; i un quadre de comptes adaptat a l'activitat hospitalària, tot plegat per desenvolupar una completa comptabilitat general de gestió.
• Ètica i qualitat. El 1966 instituí dos comitès tècnics multidisciplinaris: el Comitè d'Ètica i el Comitè de Qualitat. Els integrants respectius definiren els criteris i els estàndards que cada comitè hauria de preservar. La percepció dels malalts de l'atenció rebuda, també es va tenir molt en compte i es prepararen uns qüestionaris per recollir les seves opinions i suggeriments. Aquests qüestionaris tingueren una gran utilitat i foren els primers que, amb aquest propòsit, s'utilitzaren en els hospitals de Catalunya.
• Escola d'Especialització de Postgraduats. A principi de 1967, Esperança Martí va normalitzar els Plans de Formació Inicial que havien desenvolupat, des de 1954, el doctor Puigvert i els seus col·laboradors. Els Plans comprenien programes teòrics anuals per a l'ensenyament de l'especialitat i de formació tutelada. Gràcies a aquesta planificació, i després de superar els tràmits, s'obtingué el reconeixement de l'Institut d'Urologia- Fundació Puigvert com a Escuela de Especialización de Post-Graduados, adscrita a la Universitat de Barcelona. Aquest va ser el primer reconeixement d'aquest tipus atorgat a un centre privat.
• Contracte amb la Seguretat Social. A mitjans de 1967, després de múltiples negociacions, l'Esperança Martí va signar amb l'Instituto Nacional de Previsión un concert per prestar assistència a malats a càrrec de la Seguretat Social. Amb aquesta signatura, la Institució va ser el primer hospital concertat d'Espanya.
• El reconeixement de l'Andrologia. A l'inici de 1968, Esperança Martí va aconseguir que el Patronat l'autoritzés a transformar la Secció d'Andrologia en un Servei independent. Aquest reconeixement, el primer del món, era la conseqüència del treball de l'equip liderat pel doctor J.M. Pomerol, que havia definit un sòlid cos de doctrina de l'especialitat. Amb aquesta decisió, la Fundació Puigvert establia definitivament les seves competències fundacionals: la Urologia, la Nefrologia i l'Andrologia, cadascuna representada per un Servei funcionalment independent.
El 1998 l'Executive Council of the European Academy of Andrology va reconèixer la Fundació Puigvert com a Training Center in Andrology. Només vint centres a Europa tenen aquesta acreditació i, a Espanya, només la Fundació.
• Incorporació de la Psicologia Clínica. L'any 1971, preocupada pel patiment emocional dels malalts en programa d'hemodiàlisi, l'Esperança Martí, en una experiència totalment pionera, va incorporar un psicòleg clínic al cos facultatiu de la Fundació. Més endavant la Psicologia Clínica es convertí en un servei independent que dona suport a les especialitats assistencials.
• Una revista mèdica pròpia. A l'inici de 1971, va crear la Revista Anales de la Fundación Puigvert, dedicada a la Urologia, la Nefrologia i l'Andrologia, les tres especialitats ja desenvolupades plenament per la Fundació.
• Del contracte laboral dels facultatius a la carrera  professional. Durant els anys 1972 i 1973, Esperança Martí va signar els primers contractes laborals amb els integrants del cos facultatiu de la Fundació, cosa que, en aquella època, era un fet excepcional. En establir els contractes laborals, també va dissenyar i implantar un model de desenvolupament professional que regulava la promoció professional mitjançant el reconeixement de l'experiència i el mèrit. Aquesta decisió va fer que la Fundació fos, durant dècades, l'únic hospital d'Espanya que disposava del que s'anomenà amb els anys, carrera professional.

### Esperança Martí i les institucions
•  Hospital de la Santa Creu i Sant Pau: L'abril de 1975 la Molt Il·lustre Administració (MIA), preocupada per la situació de l'Hospital, va anar a cercar l'ajuda de l'Esperança Martí. Aquesta, que inicialment es negà a assumir tal responsabilitat, va accedir-hi, però sota determinades condicions. La primera fou que seguiria ocupant amb una menor dedicació el seu càrrec de gerent de la Fundació Puigvert. La segona que exerciria el càrrec com a secretària executiva de la MIA, en funcions de directora general sense cap retribució, ni apoderament per signar en representació de l'Hospital. El pas d'Esperança Martí per la direcció de l'Hospital va comportar força innovacions. Una de les primeres fou la signatura de contractes laborals amb els integrants del cos facultatiu, i també la implantació d'un model de desenvolupament professional similar al que ja havia iniciat a la Fundació Puigvert. Durant els dos anys que gestionà l'Hospital, l'Esperança Martí va prendre mesures organitzatives que milloraren l'eficiència, la productivitat, la qualitat percebuda i, sobretot, els resultats sanitaris, socials i econòmics. Va implantar la comptabilitat general i analítica i aconseguí desenvolupar una informació per a la gestió. Augmentà les amortitzacions de forma important, a fi efecte d'iniciar la generació dels recursos que l'Hospital necessitava de manera urgent, i va tancar l'exercici de 1975 amb un petit superàvit, cosa mai vista abans en aquella institució. La tardor de 1976 l'Hospital estava en vies de recuperació. Després de seleccionar el gerent que s'havia de fer càrrec de la seva gestió, el tutelà en els seus primers mesos. Llavors, d'acord amb la MIA, Esperança Martí considerà finalitzat el seu compromís amb l'Hospital i tornà a dedicar-se plenament a la Fundació Puigvert.
• Unió Catalana d'Hospitals: L'any 1975, mentre dirigia la Fundació Puigvert i l'Hospital de la Santa Creu i Sant Pau, Esperança Martí, juntament amb un grup de directius d'altres hospitals catalans, fundà la Unió Catalano-Balear d'Hospitals, associació voluntària d'entitats hospitalàries que adquirí personalitat jurídica com a patronal el 1977. Del 1975 al 1980, l'Esperança Martí exercí el càrrec de secretària general de la Unió i, el 1981, en fou escollida vicepresidenta. Ocupà el càrrec fins  al 1984, quan va ser elegida presidenta. El desembre de 1995 va prendre la decisió de no presentar-se a la reelecció. Malgrat tot, va seguir col·laborant sempre amb aquesta entitat. Després de la constitució de l'Estat de les Autonomies, de la promulgació de l'Estatut, de la recuperació del Parlament i també de la Generalitat de Catalunya, durant els anys 1980 i 1981 es produí la transferència dels serveis sanitaris, des del Govern Central al Govern Autonòmic. Esperança Martí participà activament en la preparació de les ordres d'acreditació i de concertació, establertes l'any 1981 i novament promulgades l'any 1983. Col·laborà també en la definició de la Xarxa Hospitalària d'Utilització Pública, que incorporava un nombre important d'hospitals comarcals, amb el propòsit d'acostar l'assistència a la població. Aportà suggeriments a la concreció del mètode de contraprestació dels serveis mitjançant la Unitat Bàsica Assistencial, i definí les bases per desenvolupar el Pla de Reordenació Hospitalària. Preocupada per aconseguir una informació homogènia per a la gestió, la Unió elaborà i publicà una adaptació sectorial del Pla General de Comptabilitat. Posteriorment, l'Esperança Martí participà personalment en l'elaboració del Quadre de Comptes per a centres d'assistència sanitària que aprovà i publicà l'Instituto de Planificación Contable, del Ministeri d'Hisenda. Realitzà l'adaptació sectorial del Pla als hospitals propis transferits, i al cap d'un temps defensà la creació de la Central de Balanços del Servei Català de la Salut. Durant 14 anys, Esperança Martí presidí el Comitè Tècnic del Servei. La Unió lluità per aconseguir un conveni laboral únic per a tot Catalunya, i l'Esperança Martí participà activament en la definició dels grups professionals i llocs de treball que van figurar en el primer conveni laboral de la XHUP, que signà la Unió per al període de 1988 a 1990. El 1994 instituí la Fundació Unió Catalana d'Hospitals, que es creà amb el propòsit de disposar d'un instrument jurídic més adient per prestar serveis d'ajuda i suport als hospitals membres de la Unió. Esperança Martí en va presidir el Patronat fins que va deixar el càrrec de presidenta de la Unió. Cal assenyalar que Esperança Martí, a través de la Unió, va realitzar aportacions d'elevat valor a l'ordenació sanitària de Catalunya i va generar criteris i instruments de gestió que han ajudat a l'eficiència dels centres proveïdors de serveis assistencials i, per tant, a la sostenibilitat del sistema de salut.
• Barcelona Centro Médico (BCM): El juliol de 1986, Martí constituí, conjuntament amb un grup de directius de clíniques privades, l'Associació Barcelona Centro Médico. El propòsit de l'Associació era la captació de malalts privats de fora de Barcelona. Esperança Martí no fou mai integrant de la Junta Directiva de l'Associació, perquè considerà que no era compatible amb el que ella representava en el sector sanitari de finançament públic a través de la Unió. Això no obstant, ha col·laborat amb aquesta institució en representació de l'àmbit privat d'actuació de la Fundació Puigvert.
• Fundació Salut, Empresa i Economia (FUSEE): El març de 1997 va ser elegida presidenta del Patronat d'aquesta Fundació, que agrupava centres proveïdors de serveis sanitaris, empreses de productes i serveis destinats al sector de la salut i a entitats i persones dedicades a l'estudi de l'economia de la salut. La finalitat de la FUSEE era impulsar la col·laboració dels agents socioeconòmics de l'àmbit de la salut i la qualitat de vida, fomentant la interrelació entre les administracions públiques, les entitats proveïdores de béns i serveis, les organitzacions docents i de recerca, així com els col·lectius i entitats representatius de la societat civil. Ara, diverses institucions i entitats inclouen en les seves finalitats i línies d'estudi, actuacions concretes per al desplegament de projectes europeus econòmics i empresarials, en la línia iniciada i promoguda per la FUSEE, durant la presidència d'Esperança Martí. És per aquest motiu que el Patronat de la FUSEE, considerant que l'objecte i els fins que motivaren la creació de la Fundació ja s'havien aconseguit, acordà, per unanimitat, procedir a la seva l'extinció el juny del 2006.
• Fundació Hospital de l'Esperit Sant: El juliol de 1996 Esperança Martí acceptà la proposta del Patronat de la Fundació Hospital de l'Esperit Sant de ser-ne part i participà activament en els treballs d'aquest òrgan de govern de tal manera que, el maig de 1998, el Patronat la nomenà presidenta. Martí proposà al Patronat una modificació dels Estatuts de la Fundació, per tal d'ampliar i millorar la representativitat dels seus integrants. Davant la situació estructural de l'Hospital que ho feia necessari i atès que la situació financera ho feia possible, Esperança Martí planteja la conveniència d'abordar la construcció d'un nou hospital i va orientar els estudis i negociacions necessaris per aconseguir-ho. Amb el compromís del Servei Català de la Salut d'augmentar la compra de serveis, es va realitzar un Pla de Finançament que demostrava que la nova construcció era factible. El desembre de 2001 se celebrà l'acte de col·locació de la primera pedra i l'octubre de 2002 s'iniciaren les obres de construcció d'un nou edifici de més de 24.000 m².

### Aportacions fetes a la millora de la gestió de la sanitat catalana
Al llarg dels anys, les aportacions d'Esperança Martí han estat de gran transcendència en la millora de l'ordenació, la planificació i la gestió del sistema sanitari abans i després de la Llei d'ordenació sanitària de Catalunya (LOSC), per a  les transferències en matèria de salut. Aquestes són les més rellevants:
• Clasificación de los hospitales, según dimensión, dotación humana y tecnológica y complejidad asistencial. Treball tècnic presentat al Ministeri de Sanitat, 1977.
• Contraprestación de servicios asistenciales. Treball tècnic presentat al Ministeri de Sanitat, 1977.
• Clasificación de los hospitales en tres niveles tecnológicos: básicos, de referencia y de alta tecnología. Treball tècnic presentat al Ministeri de Sanitat, 1978.
• Pla General de comptabilitat per a hospitals. Presidenta de la Comissió Tècnica i editora de la publicació - UCH, 1978.
• Racionalización del sistema sanitario. Clasificación de hospitales y conciertos. Treball tècnic presentat al Ministeri de Sanitat, 1980.
•Membre de la Comissió Tècnica constituïda per l'Institut de Planificació Comptable (Ministerio de Hacienda), que redactà el Plan General de Contabilidad, adaptado a Centros de Asistencia Sanitaria (CAS), 1980.
• Sistema d'informació per a la gestió dels hospitals transferits a la Generalitat de Catalunya. Treball tècnic, encarregat per la Conselleria de Sanitat i Seguretat Social de Catalunya, 1981-1982.
• Acreditació dels Hospitals de Catalunya. Treballs tècnics presentats a la Conselleria de Sanitat i Seguretat Social de Catalunya, 1981 i 1983.
• Propostes per a la concertació de serveis assistencials. Treballs tècnics presentats a la Conselleria de Sanitat i Seguretat Social de Catalunya, 1981 i 1983.
• Propostes per a la creació de la Xarxa Hospitalària d'Utilització Pública (XHUP) de Catalunya. Treball tècnic presentat a la Conselleria de Sanitat i Seguretat Social de Catalunya, 1984.
• Propostes per a la reconversió de la Xarxa Hospitalària d'Utilització Pública (XHUP) de Catalunya. Treball tècnic presentat a la Conselleria de Sanitat i Seguretat Social de Catalunya, 1985.
• Membre de la Comissió Tècnica creada per la Conselleria de Sanitat i Seguretat Social de Catalunya per a la definició del Pla de reordenació hospitalària de Catalunya, 1985-1986.
• Mètode mixt (fix/variable), de contraprestació per als centres concertats de la XHUP – Medició de l'activitat realitzada. Treball tècnic encarregat per la Conselleria de Sanitat i Seguretat Social de Catalunya, 1986.
• Propostes per a la creació de la Central de Balanços dels Hospitals de la XHUP. Treball tècnic encarregat per la Conselleria de Sanitat i Seguretat Social de Catalunya, 1990.
• Nou mètode de distribució dels recursos econòmics als centres de la XHUP. Treball tècnic presentat a la Conselleria de Sanitat i Seguretat Social de Catalunya, 1991.
• Presidenta del Comitè Tècnic de la Central de Balanços del Servei Català de la Salut, des de 1991 a 2004, data en què presentà la dimissió.
• Membre del Consell Assessor del director del Servei Català de la Salut, de 1992 a 2004.
• Propostes per a la contractació de serveis amb un mètode de pagament per procés. Treball tècnic presentat a la Conselleria de Sanitat i Seguretat Social de Catalunya, 1993.
• Membre del Consell de Direcció del Servei Català de la Salut, càrrec que abandonà al deixar la Presidència de la Unió Catalana d'Hospitals, del 1993 al 1995.
• Com a Presidenta de la Comissió Tècnica dissenyà un nou mètode de pagament als centres de la XHUP, per la contraprestació de serveis, per part del Servei Català de la Salut, de 1994 a 1995.
• Proposta per a l'elaboració del Pla de Serveis Sanitaris i Sociosanitaris de Catalunya. Treball tècnic presentat a la Conselleria de Sanitat i Seguretat Social de Catalunya, 1995.
• Presidenta de la Comissió Assessora per a l'elaboració del Pla de Serveis Sanitaris i Sociosanitaris, de la Conselleria de Sanitat i Seguretat Social de Catalunya – 1997 i 1998.
• Presidenta del Grup de Treball que va definir les característiques que havia de reunir la Central de Resultats, a crear per la Conselleria, de 2001 a 2003.
En tots tres centres universitaris, va canviar el registre d'alumna pel de professora, ja que, durant anys, va impartir-hi cursos destinats a les noves fornades de gestors hospitalaris. Aquest fet, unit a les aportacions realitzades al llarg de la seva vida professional, va propiciar que l'Esperança Martí hagi estat una de les persones més conegudes per diverses generacions de directius i gestors hospitalaris.